# Alphense Zwemclub
Alphense Zwem Club (kortweg AZC) is een Nederlandse waterpolo- en zwemvereniging uit Alphen aan den Rijn.
De vereniging heeft afdelingen voor de wedstrijdsporten waterpolo, synchroonzwemmen, wedstrijdzwemmen, en schoonspringen.
Daarnaast voert AZC een actief jeugdbeleid met mini-waterpolo en de REZ voor kinderen vanaf 7 jaar.

## Geschiedenis
De Alphense Zwem Club werd opgericht op 17 maart 1926. De vereniging is aangesloten bij de KNZB.
De vorige hoofdsponsor van AZC was Electrolux, waardoor tussen 2005 en 2010 werd uitgekomen met de naam Electrolux AZC. Andere bekende sponsors uit het verleden: Unique, Microlife, Intervam, Tarvo, Converse, Peter Langhout Reizen, Hans Verkerk keukens en Sprey Hout houtimport.
Het thuisbad was lange tijd zwembad "de Thermen" welke op 11 februari 2006 afbrandde. Daarvoor was "de Dillen" het strijdtoneel van diverse spannende en goedbezochte wedstrijden. Met ca. 600 leden vormt AZC een belangrijke pijler voor de zwemsport. Met ingang van het seizoen 2012-2013 speelt en traint AZC weer op de oude locatie, waar op 7 mei 2012 het (op)nieuw gebouwde zwembad "Aquarijn" is geopend.

## Erelijst
Heren:
- Nederlands kampioenschap waterpolo Heren

1976-1977, 1977-1978, 1978-1979, 1980-1981, 1982-1983, 1983-1984, 1984-1985, 1986-1987, 1987-1988, 1988-1989, 1999-2000, 2000-2001, 2001-2002, 2002-2003, 2003-2004, 2017-2018
- KNZB beker

1977-1978, 1978-1979, 1980-1981, 1981-1982, 1982-1983, 1983-1984, 1984-1985, 1986-1987, 1987-1988, 1988-1989, 1989-1990, 1990-1991, 1992-1993, 1993-1994, 1995-1996, 1999-2000, 2000-2001, 2002-2003, 2004-2005, 2017-2018, 2018-2019
AZC won 13 maal de dubbel (zowel het landskampioenschap als de KNZB beker) in de seizoenen: 1977-1978, 1978-1979, 1980-1981, 1982-1983, 1983-1984, 1984-1985, 1986-1987, 1987-1988, 1988-1989, 1999-2000, 2000-2001, 2002-2003 en 2017-2018

## Waterpolo
AZC komt bij de heren uit in de Waterpolo Eredivisie. Daarnaast heeft ze nog een zestal herenteams en diverse jeugdteams spelen in de diverse waterpolocompetities. 
De damesteams van AZC speelden tussen 2006 en 2012 in een startgemeenschap met de Gouwe uit Waddinxveen. Sedert het seizoen 2012-2013 spelen ze weer met een damesteam onder eigen naam in de competitie.
AZC is de vereniging die de afgelopen decennia het Nederlands herenwaterpolo heeft gedomineerd door sinds 1976 onder andere 16 landstitels en 22 bekerkampioenschappen binnen te slepen. 
AZC was jarenlang hofleverancier van het Nederlands herenteam. Ook is AZC de enige vereniging van Nederlandse bodem die meerdere malen in de finale heeft gelegen van de Europacup heren, tegenover onder andere het Italiaanse Pro Recco en het Spaanse Catalunya Barcelona.

## Bekende (oud-)waterpolospelers
- Stan van Belkum
- Bjørn Boom
- Bobbie Brebde
- Ton Buunk
- Ed van Es
- John Jansen
- Gijs van der Leden
- Ruud Misdorp
- Eric Noordegraaf
- Remco Pielstroom
- Hans Parrel
- Hans Stam
- Joeri Stoffels
- Gijze Stroboer
- Kimmo Thomas
- Niels Zuidweg